# Vikas Gowda
Vikas Shive Gowda (Mysore, 5 luglio 1983) è un discobolo e pesista indiano.

## Palmarès
| Anno | Manifestazione      | Sede           | Evento           | Risultato | Misura  | Note |
| ---- | ------------------- | -------------- | ---------------- | --------- | ------- | ---- |
| 2002 | Mondiali juniores   | Kingston       | Getto del peso   | 8º        | 19,30 m |      |
| 2002 | Mondiali juniores   | Kingston       | Lancio del disco | 12º       | 54,46 m |      |
| 2004 | Olimpiadi           | Atene          | Lancio del disco | 14º       | 61,39 m |      |
| 2005 | Mondiali            | Helsinki       | Lancio del disco | 14º       | 62,04 m |      |
| 2005 | Campionati asiatici | Incheon        | Lancio del disco | Argento   | 62,84 m |      |
| 2006 | Giochi asiatici     | Doha           | Lancio del disco | 6º        | 58,28 m |      |
| 2006 | Commonwealth        | Melbourne      | Getto del peso   | 5º        | 18,46 m |      |
| 2006 | Commonwealth        | Melbourne      | Lancio del disco | 6º        | 60,08 m |      |
| 2007 | Campionati asiatici | Amman          | Lancio del disco | 4º        | 60,91 m |      |
| 2007 | Mondiali            | Osaka          | Lancio del disco | 17º (q)   | 61,22 m |      |
| 2008 | Olimpiadi           | Pechino        | Lancio del disco | 22º       | 60,69 m |      |
| 2010 | Giochi asiatici     | Guangzhou      | Lancio del disco | Bronzo    | 63,13 m |      |
| 2010 | Commonwealth        | Delhi          | Lancio del disco | Argento   | 63,69 m |      |
| 2011 | Campionati asiatici | Kōbe           | Lancio del disco | Argento   | 61,58 m |      |
| 2011 | Mondiali            | Taegu          | Lancio del disco | 7º        | 64,05 m |      |
| 2012 | Olimpiadi           | Londra         | Lancio del disco | 8º        | 64,79 m |      |
| 2013 | Campionati asiatici | Pune           | Lancio del disco | Oro       | 64,90 m |      |
| 2013 | Mondiali            | Mosca          | Lancio del disco | 7º        | 64,03 m |      |
| 2014 | Commonwealth        | Glasgow        | Lancio del disco | Oro       | 63,64 m |      |
| 2014 | Giochi asiatici     | Incheon        | Lancio del disco | Argento   | 62,58 m |      |
| 2015 | Campionati asiatici | Wuhan          | Lancio del disco | Oro       | 62,03 m |      |
| 2015 | Mondiali            | Pechino        | Lancio del disco | 9º        | 62,24 m |      |
| 2016 | Giochi olimpici     | Rio de Janeiro | Lancio del disco | 28º (q)   | 58,99 m |      |
| 2017 | Campionati asiatici | Bhubaneswar    | Lancio del disco | Bronzo    | 60,81 m |      |

## Altre competizioni internazionali
2014
- Argento alla Doha Diamond League ( Doha), lancio del disco - 63,23 m
- 7º al Golden Gala Pietro Mennea ( Roma), lancio del disco - 62,42 m
- 8º all'Adidas Grand Prix ( New York), lancio del disco - 61,49 m
- 5º al Birmingham Grand Prix ( Birmingham), lancio del disco - 62,78 m
- 7º al Memorial Van Damme ( Bruxelles), lancio del disco - 62,90 m

2015
- Bronzo al Shanghai Golden Grand Prix ( Shanghai), lancio del disco - 63,90 m
- Bronzo al Prefontaine Classic ( Eugene), lancio del disco - 64,41 m